# Comune di Augustenborg
Il comune di Augustenborg (in tedesco Augustenburg), fino al 1º gennaio 2007 è stato un comune danese situato nell'isola di Als nella contea dello Jutland Meridionale, il comune aveva una popolazione di 6 577 abitanti (2005) e una superficie di 53 km². 
Capoluogo era la cittadina omonima.
Dal 1º gennaio 2007, con l'entrata in vigore della riforma amministrativa, il comune è stato soppresso e accorpato ai comuni di Broager, Gråsten, Nordborg, Sydals e Sundeved per dare luogo al riformato comune di Sønderborg compreso nella regione della Danimarca Meridionale (Syddanmark).